# Vărșag
Vărșag là một xã thuộc hạt Harghita, România. Dân số thời điểm năm 2002 là 1515 người.